# CULV
CULV (Consumer Ultra-Low Voltage) – nazwa mobilnej platformy firmy Intel przeznaczonej do małych notebooków i rywalizującej z platformami AMD Yukon i AMD Congo oraz NVidia ION.

## W skład platformy wchodzą następujące procesory

### Jednordzeniowe
| Model              | Częstotliwość | Pamięć Cache L2 | FSB      | Mnożnik | Napięcie    | TDP   | Socket | Data premiery | Cena (USD) |
| ------------------ | ------------- | --------------- | -------- | ------- | ----------- | ----- | ------ | ------------- | ---------- |
| Celeron M ULV 723  | 1.2 GHz       | 1 MB            | 800 MT/s | 6x      | 1.05-1.15 V | 10 W  | BGA956 | Q3 2008       | $107       |
| Celeron M ULV 743  | 1.3 GHz       | 1 MB            | 800 MT/s | 6x      | 1.05-1.15 V | 10 W  | BGA956 | Q4 2009       | $107       |
| Pentium SU2700     | 1.3 GHz       | 2 MB            | 800 MT/s | 6x      | 1.05-1.15 V | 10 W  | BGA956 | Q3 2009       |            |
| Core 2 Solo SU3300 | 1.2 GHz       | 3 MB            | 800 MT/s | 6x      | 1.05-1.15 V | 5.5 W | BGA956 | Q3 2008       | $262       |
| Core 2 Solo SU3500 | 1.4 GHz       | 3 MB            | 800 MT/s | 7x      | 1.05-1.15 V | 5.5 W | BGA956 | Q2 2009       | $262       |

### Dwurdzeniowe
| Model             | Częstotliwość | Pamięć Cache L2 | FSB      | Mnożnik | Napięcie    | TDP  | Socket | Data premiery | Cena (USD) |
| ----------------- | ------------- | --------------- | -------- | ------- | ----------- | ---- | ------ | ------------- | ---------- |
| Celeron SU2300    | 1.2 GHz       | 1 MB            | 800 MT/s | 6x      | 1.05-1.15 V | 10 W | BGA956 | Q3 2009       | $134       |
| Pentium SU4100    | 1.3 GHz       | 2 MB            | 800 MT/s | 6x      | 1.05-1.15 V | 10 W | BGA956 | Q3 2009       | $289       |
| Core 2 Duo SU7300 | 1.3 GHz       | 3 MB            | 800 MT/s | 6x      | 1.05-1.15 V | 10 W | BGA956 | Q3 2009       | $289       |
| Core 2 Duo SU9300 | 1.2 GHz       | 3 MB            | 800 MT/s | 6x      | 1.05-1.15 V | 10 W | BGA956 | Q3 2008       | $262       |
| Core 2 Duo SU9400 | 1.4 GHz       | 3 MB            | 800 MT/s | 7x      | 1.05-1.15 V | 10 W | BGA956 | Q3 2008       | $262       |
| Core 2 Duo SU9600 | 1.6 GHz       | 3 MB            | 800 MT/s | 8x      | 1.05-1.15 V | 10 W | BGA956 | Q1 2009       | $289       |